# Galium palaeoitalicum
Galium palaeoitalicum är en måreväxtart som beskrevs av Friedrich Ehrendorfer. Galium palaeoitalicum ingår i släktet måror, och familjen måreväxter. Inga underarter finns listade i Catalogue of Life.